# Schachweltmeisterschaft 1934/Partien
Die Liste der Partien der Schachweltmeisterschaft 1934 führt sämtliche Partien auf, die vom 1. April bis 14. Juni 1934 zwischen dem seit 1927 amtierenden Weltmeister Alexander Aljechin (Frankreich) und dem Herausforderer Efim Bogoljubow (Deutsches Reich) beim Wettkampf um den Weltmeistertitel im Schach gespielt wurden. Schiedsrichter war Albert Hild.
Die Weltmeisterschaft war auf die Punktemehrheit in 30 Partien angesetzt, wobei der Sieger als zusätzliche Bedingung mindestens sechs Partien gewinnen musste. Aljechin hatte jedoch bereits nach 25 Partien mit acht Siegen und 15 Punkten seinen Titel verteidigt, da ihm laut Reglement ein Unentschieden genügte. Der Wettkampf wurde noch fortgesetzt, um einen Sieg Aljechins nach Punkten zu ermöglichen; nach dem Remis in der 26. Partie war dieser sichergestellt. Als Bedenkzeit standen zweieinhalb Stunden für 40 Züge zur Verfügung, wonach die Partie als Hängepartie abgebrochen und am nächsten Spieltag fortgesetzt wurde.
Bemerkenswert ist die hohe Anzahl an Schwarzsiegen (7), die die Anzahl der Weißsiege (4) überragt. Das gab es ansonsten nur noch bei den Weltmeisterschaften 1951 und 2013. Obendrein ist aber 1934 die einzige Weltmeisterschaft, bei der beide Kontrahenten mehr Partien mit Schwarz als mit Weiß gewannen (Aljechin 5:3 mit Schwarz, Bogoljubow 2:1).
Wiedergabe und Kommentierung der Partien erfolgen in algebraischer Notation, wobei die tatsächlich geschehenen Züge in Fettdruck und Varianten in Normalschrift dargestellt werden. In der Tabelle wird die normale Punktewertung angenommen, also ein Punkt für einen Sieg und ein halber Punkt für ein Remis. Durch einen Klick auf die Nummer in der oberen Tabellenzeile kann zur entsprechenden Partie gelangt werden.
|                    | 1 | 2 | 3 | 4 | 5 | 6 | 7 | 8 | 9 | 10 | 11 | 12 | 13 | 14 | 15 | 16 | 17 | 18 | 19 | 20 | 21 | 22 | 23 | 24 | 25 | 26 | Siege | Punkte |
| ------------------ | - | - | - | - | - | - | - | - | - | -- | -- | -- | -- | -- | -- | -- | -- | -- | -- | -- | -- | -- | -- | -- | -- | -- | ----- | ------ |
| Alexander Aljechin | ½ | 1 | ½ | 1 | ½ | ½ | ½ | ½ | 1 | 0  | 1  | ½  | ½  | ½  | ½  | 1  | 1  | ½  | ½  | ½  | 1  | ½  | 0  | 0  | 1  | ½  | 8     | 15½    |
| Efim Bogoljubow    | ½ | 0 | ½ | 0 | ½ | ½ | ½ | ½ | 0 | 1  | 0  | ½  | ½  | ½  | ½  | 0  | 0  | ½  | ½  | ½  | 0  | ½  | 1  | 1  | 0  | ½  | 3     | 10½    |

## 1. Partie
|   | a | b | c | d | e | f | g | h |   |
| 8 |   |   |   |   |   |   |   |   | 8 |
| 7 |   |   |   |   |   |   |   |   | 7 |
| 6 |   |   |   |   |   |   |   |   | 6 |
| 5 |   |   |   |   |   |   |   |   | 5 |
| 4 |   |   |   |   |   |   |   |   | 4 |
| 3 |   |   |   |   |   |   |   |   | 3 |
| 2 |   |   |   |   |   |   |   |   | 2 |
| 1 |   |   |   |   |   |   |   |   | 1 |
|   | a | b | c | d | e | f | g | h |   |

Die erste Partie begann am Ostersonntag, den 1. April 1934, gegen 14 Uhr, im Kurhaus Baden-Baden. Eine „große Zahl Schachfreudiger“, so wusste das Freiburger Sportblatt später zu berichten, war bereits eine Stunde zuvor anwesend. Nach einer Begrüßung durch den Wettkampfleiter Ministerialrat Herbert Kraft gab Schiedsrichter Hild, während Zuschauer fotografierten, das Zeichen zum Start der ersten Partie. Während der Partie rauchte Aljechin 27 Zigaretten, so das Sportblatt.
Aljechin, der die schwarzen Steine führte, machte in der Eröffnung einen unerwarteten neuen Damenzug, nach dem Bogoljubow einen umstrittenen Abtausch herbeiführte. Über seinen 11. Zug dachte Bogoljubow eine Dreiviertelstunde nach, was als Ursache für seine spätere Zeitnot angesehen wird. Zu dieser Zeit hatte Aljechin eine volle Stunde Bedenkzeitvorsprung. Während im 16. Zug noch über den Sinn von 16. Sf4 diskutiert wurde, tauschte er stattdessen mit 16. Sxe7 seinen Springer gegen Aljechins Läufer. Im 22. Zug mündete die Partie in ein Schwerfigurenendspiel. Nach der ersten Zeitnotphase, in der beide Spieler ihre verbliebene Bedenkzeit verbrauchten, wurde das Spiel vertagt (siehe Diagramm), wobei Bogoljubow nach Ansicht Aljechins und der Analysten mit 41. Df6 einen stärkeren Abgabezug ins Kuvert hätte geben können. Nach der Wiederaufnahme am nächsten Tag verpasste Bogoljubow die Gewinnchance 50. Dxh6 und entschied sich für einen Bauerngewinn, der zum Damentausch führte. Bis zuletzt waren jedoch die Zuschauer von einem Sieg Bogoljubows überzeugt, als die Partie unerwartet endete: Nach fünf Schachgeboten seines Gegners reklamierte Aljechin bei Schiedsrichter Hild inkorrekt auf Remis durch Stellungswiederholung. Bogoljubow hatte trotz dazu ausreichender Zeit nicht mitgeschrieben und erkundigte sich somit bei Hild zweimal über die Stellungswiederholung. Dieser verstand die Fragen falsch und bestätigte das Remis. Erst als Aljechin bereits gegangen war, wurde durch Bogoljubow festgestellt, dass keine dreifache Stellungswiederholung vorlag. „Nun gab es lange Besprechungen wegen des Abschlusses der Partie. [...] Zum Schluss blieb es doch bei dem unentschiedenen Ergebnis der ersten Partie“, so die Deutschen Schachblätter. Kurz vor der Zeitkontrolle endete so die Partie unentschieden. Bogoljubow legte Protest ein. Sofort nach der Partie hatte er jedoch gemeint, er fühlte sich nicht geschädigt, da er ohnehin nur die Remisfortsetzung 66. Tb8 Kc2 67. f5 bedacht hatte. Für 15 Züge hatte er noch sieben Minuten Zeit und rechnete deshalb keine anderen Möglichkeiten durch.
Es wurde gemutmaßt, dass Bogoljubow mit 62. Tb8 hätte gewinnen können und auch die Endposition wurde von vielen als gewonnen eingeschätzt. So sahen beispielsweise Reinfeld und Fine einen weißen Sieg. Diese Ansicht wurde jedoch angeblich von F. L. Congress aus Washington D.C. widerlegt. Statt der Zugfolge 66. Tb8 b2 67. f5 Kc2 68. Ke4 Ta3 69. Txb2+ Kxb2 70. g4 Txh3 71. f6 Th1 72. g5 mit weißem Sieg wurde dort 68. … Ta4+ angegeben, was nach 69. Ke5 Ta5+ 70. Kf6 Ta3 71. Txb2+ Kxb2 72. g4 Txh3 remisiert. Stattdessen hätte jedoch 70. Ke6 Ta6+ 71. Kf7 gewonnen.
Efim Bogoljubow – Alexander Aljechin
Baden-Baden. 1.–2. April 1934 
Verbesserte Tarrasch-Verteidigung, D50
1. d4 d5 2. c4 e6 3. Sf3 Sf6 4. Sc3 c5 (Der von Siegbert Tarrasch eingeführte und früher als Hauptverteidigung gegen das Damengambit geltende Zug 4. … c5 hatte stark an Popularität verloren, wodurch der Einsatz bei der Schachweltmeisterschaft als überraschend galt.) 5. Lg5 cxd4 6. Sxd4 dxc4 7. e3 Db6 (Dieser Zug war eine Neuerung) 8. Lxf6 gxf6 9. Lxc4 Ld7 10. 0–0 Sc6 11. Lb3 Le7 12. Tc1 Td8 13. Sxc6 Lxc6 14. Dh5 Dc5 15. Sd5 Dd6 16. Sxe7 (auf 16. Sf4 könnte Schwarz rochieren) 16. … Kxe7 17. Da5 Thg8 18. g3 Db8 19. La4 Tg5 20. Dc3 Lxa4 21. Db4+ Dd6 22. Dxa4 Db6 23. Tc3 Tb5 24. Tfc1 Td7 (Aljechin geht den unvorteilhaften Komplikationen nach 24. … Txb2 aus dem Weg) 25. Da3+ Dd6 26. Dxa7 Txb2 27. Tc8 Td2 28. e4 Td1+ 29. Txd1 Dxd1+ 30. Kg2 Dd3 31. Dc5+ Dd6 32. Dc3 (32. Dh5 empfahlen die deutschen Schachblätter) 32. … b5 (dieser Bauernzug wird von Reinfeld und Fine als Fehler betrachtet, da Weiß starken Angriff erhält. Stattdessen wird 32. … De5 empfohlen) 33. Tc6 Dd4 34. Dc2 b4 35. Tc4 Db6 36. Db2 Tb7 37. e5 fxe5 38. Dxe5 Dd6 39. Dg5+ Kd7 40. Tf4 f5 (siehe Diagramm) 41. Kh3 Kc6 42. Dg8 Kb5 43. De8+ Dd7 44. Df8 De7 45. Da8 Ta7 46. Db8+ Tb7 47. De5+ Ka6 48. Tc4 Tb5 49. Tc6+ Ka5 50. Dxe6 (Die Kommentatoren empfahlen 50. Dh8) 50. … Dxe6 51. Txe6 Td5 52. Te2 Td6 53. f4 Th6+ 54. Kg2 Kb5 55. h3 Tg6 56. Kf3 h5 57. Te5+ Kc4 58. Txf5 Ta6 59. Txh5 Txa2 60. Th8 b3 61. Tc8+ Kd4 62. Td8+ Kc3 63. Tc8+ Kd3 64. Td8+ Kc3 65. Tc8+ Kd3. Hier gab der Schiedsrichter inkorrekt remis. ½ : ½ (Stand: Aljechin ½ : ½ Bogoljubow)

## 2. Partie
In der zweiten Partie erlitt Bogoljubow mit den schwarzen Steinen eine „katastrophale Niederlage“ (Deutsche Schachblätter) nach einer fehlerhaften Kombination, die durch das Zwischenschach im 29. Zug widerlegt wurde.
Alexander Aljechin – Efim Bogoljubow
Baden-Baden, 4. April 1934
Halbslawische Verteidigung, Meraner Variante, D48
1. d4 Sf6 2. c4 c6 3. Sf3 d5 4. e3 e6 5. Ld3 Sbd7 6. Sc3 dxc4 7. Lxc4 b5 8. Ld3 a6 9. 0–0 c5 10. a4 b4 11. Se4 Lb7 12. Sed2 Le7 13. a5 0–0 14. Sc4 Dc7 15. De2 Sg4 16. e4 cxd4 17. h3 Sge5?! 18. Sfxe5 Sxe5 19. Lf4 Ld6 20. Lxe5 Lxe5 21. Sb6 Ta7 22. Tac1 Dd6 23. Tc4 f5? 24. exf5 exf5 25. Te1 Dg6 26. f3 Te8 27. f4 Dg3 28. fxe5 Txe5 (Bogoljubow befand sich in dieser Phase in Zeitnot und konnte auf den ersten Blick an einen schwarzen Sieg glauben) 29. Tc8+ Kf7 30. Dh5+ g6 31. Dxh7+ Kf6 32. Tf8+ Kg5 33. h4+ Kf4 34. Dh6+ g5 35. Txf5+ Txf5 36. Dd6+ Kg4 37. Lxf5+ und Schwarz gab auf. 1 : 0 (Stand: Aljechin 1½ : ½ Bogoljubow)

## 3. Partie
Die dritte Partie endete nach 27 Zügen remis. Bereits im dritten Zug folgte hier eine Neuerung Aljechins, die später einen eigenen Eröffnungsschlüssel erhielt. Zuvor hatte Aljechin laut Hans Kmoch noch nie in einer ernsten Partie ein Damengambit angenommen.
Efim Bogoljubow – Alexander Aljechin
Baden-Baden, 6. April 1934
Angenommenes Damengambit, Aljechin-Variante, D22
1. d4 d5 2. c4 dxc4 3. Sf3 a6 (eine Neuerung) 4. e3 Lg4 5. Lxc4 e6 6. h3 Lh5 7. Sc3 Sf6 8. 0–0 Sc6 9. a3 Ld6 10. Le2 0–0 11. Sd2 Lxe2 12. Dxe2 e5 13. dxe5 Lxe5 14. Tb1 Te8 15. Sf3 De7 16. Sxe5 Dxe5 17. Dc2 Tad8 18. Ld2 De6 19. Tfd1 Dc4 20. Lc1 Se5 21. e4 h6 22. Le3 Td3 23. Txd3 Dxd3 24. Da4 Dc4 25. Dc2 Dd3 26. Da4 Dc4 27. Dc2 Dd3 und remis. ½ : ½ (Stand: Aljechin 2 : 1 Bogoljubow)
Am 8. April gab Aljechin eine Simultanrunde mit 47 Partien. Das Ergebnis für Aljechin: 41 Siege, drei Remis, drei Niederlagen.

## 4. Partie
|   | a | b | c | d | e | f | g | h |   |
| 8 |   |   |   |   |   |   |   |   | 8 |
| 7 |   |   |   |   |   |   |   |   | 7 |
| 6 |   |   |   |   |   |   |   |   | 6 |
| 5 |   |   |   |   |   |   |   |   | 5 |
| 4 |   |   |   |   |   |   |   |   | 4 |
| 3 |   |   |   |   |   |   |   |   | 3 |
| 2 |   |   |   |   |   |   |   |   | 2 |
| 1 |   |   |   |   |   |   |   |   | 1 |
|   | a | b | c | d | e | f | g | h |   |

Die vierte Partie fand in Villingen statt. Erneut wählte Aljechin (Weiß) ungewöhnliche Eröffnungszüge, durch die diesmal Bogoljubow Vorteil erlangte. Aljechin stemmte sich geschickt gegen die drohende Niederlage. Bogoljubow, der vergeblich nach einer Gewinnfortsetzung Ausschau hielt, versuchte ins Endspiel abzuwickeln – und wurde Opfer einer Kombination, durch die Aljechin gewann.
Alexander Aljechin – Efim Bogoljubow
Villingen, 11.–12. April 1934
Halbslawische Verteidigung, D31
1. d4 d5 2. c4 c6 3. Sc3 Sf6 4. e3 e6 5. Ld3 Sbd7 6. f4 dxc4 7. Lxc4 b5 8. Ld3 Lb7 9. Sf3 a6 10. a4 b4 11. Se2 c5 12. 0–0 Le7 13. a5 0–0 14. Sg3 g6 15. De2 cxd4 16. exd4 Sb8 17. Se5 Sc6 18. Sxc6 Lxc6 19. Lc4 Lb7 20. Le3 Dd6 21. Tad1 Tfe8 22. b3 Lf8 22. Td3 Dc7 24. Da2 Ld6 25. Ld2 Dc6 26. Le1 Tad8 27. Td2 Le7 28. Db2 Td7 29. Tc2 Dd6 (laut Hans Kmoch hätte Schwarz stattdessen mit 29. … Sg4 entscheidenden Vorteil erhalten) 30. Se2 Sd5 31. Dc1 Ld8 32. Lg3 De7 33. Ta2 Df6 34. Dd2 Df5 35. Ld3 Df6 36. Lc4 Le7 37. Dd3 Ted8 38. Le1 Df5 39. Dd2 De4 40. Ld3 De3+ 41. Lf2 Dxd2 42. Txd2 Tc8 43. Lc4 Kg7 44. g3 Tcd8 45. Tc1 h6 46. Ld3 f5 47. Tdc2 g5 48. g4 Sxf4 (Fritz Sämisch und Hans Kmoch empfahlen stattdessen 48. … gxf4 49. gxf5 Kf7 und wiesen darauf hin, dass Weiß nach 48. … fxg4 49. f5 starken Angriff erhalten hätte) 49. Sxf4 gxf4 50. gxf5 e5 51. Te1 exd4 52. Txe7+ Txe7 53. Lh4 Kf7 54. Lxe7 Kxe7 55. Tc7+ Td7 56. f6+ Ke8 57. Lg6+ Kd8 58. f7 Kxc7 59. f8D f3 60. Dxb4 Td6 61. Ld3 und 1 : 0 (Stand: Aljechin 3 : 1 Bogoljubow)

## 5. Partie
In der fünften Partie stand Bogoljubow nach dem Damentausch besser, konnte jedoch den Vorteil nicht realisieren. Aljechin geriet gar noch in Vorteil, doch Bogoljubow hielt das entstandene Endspiel remis.
Efim Bogoljubow – Alexander Aljechin
Villingen, 13.–14. April 1934
Angenommenes Damengambit, D26
1. d4 d5 2. c4 dxc4 3. Sf3 Sf6 4. e3 c5 5. Lxc4 e6 6. 0–0 Sc6 7. Sc3 Le7 8. dxc5 Dxd1 9. Txc1 Lxc5 10. a3 Ke7 11. b4 Lb6 12. Lb2 Td8 13. Txd8 Lxd8 14. e4 Ld7 15. Ld3 h6 16. e5 Se8 17. Td1 Lb6 18. Se4 a6 19. Lc3 Sc7 20. Sd6 Sd5 21. Lb2 Sd8 22. Le4 Lc6 23. Sd4 Lc7 24. Tc1 Kd7 25. Sxc6 bxc6 26. Sc4 a5 27. b5 Tb8 28. bxc6+ Sxc6 29. g3 Tb5 30. Td1 Tc5 31. Ld3 Ke7 32. f4 Sb6 33. Sd6 Sa4 34. La1 Sc3 35. Tf1 Lxd6 36. exd6+ Kxd6 37. f5 exf5 38. Lxf5 Sd4 39. Ld3 f5 40. Kg2 g6 41. g4 fxg4 42. Lxg6 Sf3 43. Ld3 h5 44. Tc1 Sh4+ 45. Kh1 Se4 46. Txc5 Sf2+ 47. Kg1 Sh3+ 48. Kf1 Kxc5 49. La6 Sf3 50. Kg2 h4 51. Lf6 und Aljechin bot remis an, was Bogoljubow akzeptierte. ½ : ½ (Stand: Aljechin 3½ : 1½ Bogoljubow)
Die Weltmeisterschaft wurde nach dieser Partie nicht wie ursprünglich vorgesehen in Karlsruhe, sondern in Freiburg im Breisgau fortgesetzt. Bogoljubow erklärte im Hinblick auf seinen Rückstand, er fühle sich noch nicht genug eingespielt.

## 6. Partie
|   | a | b | c | d | e | f | g | h |   |
| 8 |   |   |   |   |   |   |   |   | 8 |
| 7 |   |   |   |   |   |   |   |   | 7 |
| 6 |   |   |   |   |   |   |   |   | 6 |
| 5 |   |   |   |   |   |   |   |   | 5 |
| 4 |   |   |   |   |   |   |   |   | 4 |
| 3 |   |   |   |   |   |   |   |   | 3 |
| 2 |   |   |   |   |   |   |   |   | 2 |
| 1 |   |   |   |   |   |   |   |   | 1 |
|   | a | b | c | d | e | f | g | h |   |

In der sechsten Partie musste Bogoljubow seine Dame geben, nachdem Aljechin einen Opferangriff startete. Zuletzt hatte der Deutsche Turm und zwei leichte Figuren für die Dame, wonach Aljechin seine Bauern eroberte. Die von den Deutschen Schachblättern als aufregend bezeichnete Partie endete später dennoch remis. Aljechin meinte nach der Partie, einen Gewinnweg gefunden zu haben. Nimzowitsch bestätigte schließlich Aljechins Vermutung. Israel Albert Horowitz meinte, das Endspiel sei für Aljechin gewonnen gewesen, konnte jedoch keinen Gewinnweg nennen.
Alexander Aljechin – Efim Bogoljubow
Freiburg im Breisgau, 18.–19. April 1934
Damengambit, D30
1. d4 d5 2. c4 c6 3. Sf3 Sf6 4. e3 e6 5. Ld3 Sbd7 6. Sbd2 Le7 7. 0–0 0–0 8. b3 b6 9. Lb2 Lb7 10. De2 a5 11. a4 Lb4 12. e4 dxe4 13. Sxe4 Sxe4 14. Lxe4 De7 15. Tad1 Tfd8 16. Lc2 Tac8 17. Td3 Sf8 18. Se5 c5 19. dxc5 Lxc5 20. Tg3 f6 21. Sg4 Kh8 22. Sxf6 gxf6 23. Dg4 Sd7 24. Lxh7 Dxh7 25. Th3 Tg8 (die Deutschen Schachblätter empfahlen 25. … e5) 26. Txh7+ Kxh7 27. Dh4+ (27. Dh3+ und 28. Dxe6 wurde hier von den Deutschen Schachblättern vorgeschlagen) 27. … Kg6 28. Td1 Tcd8 29. Td3 (mit 29. Txd7 Txd7 30. Dxf6+ konnte Aljechin Dauerschach geben. Dieser meinte nach der Partie, dass er damit gewinnen hätte können.) 29. … Th8 30. Dg3+ Kf7 31. Dc7 Lc8 32. Ld4 Le7 33. f4 The8 (stattdessen empfahlen die Deutschen Schachblätter 33. … Sc5) 34. Le3 f5 35. h3 Sc5 36. Txd8 Txd8 37. Dxb6 Se4 38. g4 Td3 39. Kg2 Ld7 40. g5 Td6 (Abbruchstellung) 41. Dxa5 Le8 42. h4 Td3 43. Db6 Td6 44. Dc7 Kf8 45. Dc8 Td3 46. Lb6 Txb3 47. a5 Tb2+ 48. Kf3 Sd6 49. Da8 Sxc4 50. g6 (Der Figurengewinn ist nicht zum Sieg ausreichend.) 50. … Tb3+ 51. Ke2 Tb2+ 52. Kd3 Sxb6 53. axb6 Txb6 54. g7+ Kxg7 55. Dxe8 Lxh4 (Remisangebot von Bogoljubow) 56. Dd7+ Kg6 57. Kc4 Lf6 58. Kc5 Tb8 59. Dxe6 Td8 60. Kc6 Th8 und remis. ½ : ½ (Stand: Aljechin 4 : 2 Bogoljubow)

## 7. Partie
In der siebten Partie wurden bereits nach 17 Zügen Stellungswiederholungen herbeigeführt. Laut Hans Kmoch war die Zugwiederholung durch den Kampf um den Zug e3–e4 bedingt.
Efim Bogoljubow – Alexander Aljechin
Freiburg im Breisgau, 20. April 1934
Angenommenes Damengambit, D28
1. d4 d5 2. c4 dxc4 3. Sf3 Sf6 4. e3 c5 5. Lxc4 e6 6. 0–0 a6 7. De2 Sc6 8. Td1 b5 9. Lb3 c4 10. Lc2 Sb4 11. a3 Sxc2 12. Dxc2 Lb7 13. Sc3 Sd5 14. Se2 Sf6 15. Sc3 Sd5 16. Se2 Sf6 17. Sc3 Sd5 mit Remis. ½ : ½ (Stand: Aljechin 4½ : 2½ Bogoljubow)

## 8. Partie
Die achte Partie fand zunächst auf dem Freiburger Berg Schauinsland statt und wurde nach dem Abbruch in Freiburg fortgesetzt. Nach gegenseitigen Bauernopfern kam es zum Damentausch und einem für Bogoljubow vorteilhaften Turmendspiel, das nach Fehlern unentschieden endete. Die Deutschen Schachblätter stellten Bogoljubows Endspielkünste in Frage. Emil Joseph Diemer schrieb, dass Bogoljubow nach hervorragender Behandlung der Eröffnung und des Mittelspiels im Turmendspiel völlig versagt habe. Er habe sich auf komplizierte Irrwege begeben, was zu „geradezu krassen Stümperzügen“ führte.
Alexander Aljechin – Efim Bogoljubow
Freiburg im Breisgau, 22.–23. April 1934
Nimzowitsch-Indische Verteidigung, Sämisch-Variante, E24
1. d4 Sf6 2. c4 e6 3. Sc3 Lb4 4. a3 Lxc3+ 5. bxc3 c5 6. Sf3 0–0 7. Lg5 d6 8. Dc2 Te8 9. e4 h6 10. Le3 Da5 11. Ld2 e5 12. Ld3 Sc6 13. 0–0 Dc7 14. d5 Se7 15. Sh4 g5 16. Sf5 Sxf5 17. exf5 e4 18. Le2 Lxf5 19. h4 Sh7 20. g4 e3 21. Dxf5 Te5 22. Dd3 exd2 23. Dxd2 Tae8 24. Ld3 De7 25. Lf5 Te2 26. Dd3 Sf8 27. h5 De5 28. Tab1 b6 29. Df3 Df6 30. a4 Kg7 31. Dd3 T8e7 32. Ta1 De5 33. a5 Sd7 34. Df3 Df6 35. axb6 Sxb6 36. Txa7 Sxc4 37. Txe7 Txe7 38. Td1 Ta7 39. Tc1 De5 40. Ld3 Sd2 41. Df5 Dxf5 42. Lxf5 Sf3+ 43. Kg2 Sh4+ 44. Kg3 Sxf5+ 45. gxf5 Kf6 46. Te1 Ta4 (Bogoljubow hatte hier eine Gewinnstellung) 47. Te8 Tc4 48. Th8 Txc3+ 49. Kg2 Kxf5 50. Txh6 f6 51. Th7 Ke5 52. h6 Ta3 53. Te7+ Kxd5 54. h7 Ta8 55. Kg3 f5 56. f4 gxf4+ (vergab nach zeitgenössischer Meinung den Sieg, der mit g4 zu erzielen war) 57. Kxf4 c4 58. Kxf5 c3 59. Td7 Tc8 (Spätere Analysen ergaben, dass 59. … Th8 immer noch gewonnen hätte) 60. Tc7 Tf8+ 61. Kg6 Kd4 62. Kg7 Tb8 63. h8D Txh8 64. Kxh8 und remis. ½ : ½ (Stand: Aljechin 5 : 3 Bogoljubow)

## 9. Partie
Gespielt wurde im Hotel Ruf in Pforzheim. In der neunten Partie gewann Aljechin mit einer ungewöhnlichen Eröffnung, die Bogoljubow in Schwierigkeiten brachte. Der Zug 10. Dd2 wurde allgemein getadelt. Der Zug 2. … e5 war zuvor selten gespielt worden, Bogoljubows 4. f4 wurde von Hans Kmoch als sehr verpflichtend bezeichnet. Bogoljubow habe kein einklängiges Spiel gehabt. Aljechin empfahl das Gambit 7. Sf3, so Kmoch. Aljechin hatte für die gesamte Partie nur 58 Minuten Bedenkzeit verbraucht, während Bogoljubow mehr als zwei Stunden für die ersten 12 Züge benötigte. Während zunächst angenommen wurde, dass Schwarz nach 20. … g4 eine gewonnene Stellung habe, zeigte Max Euwe, dass Weiß mit 24. h2–h4 noch gute Möglichkeiten gehabt hätte.
Efim Bogoljubow – Alexander Aljechin
Pforzheim, 25.–26. April 1934
Alt-Benoni-Verteidigung, A44
1. d4 c5 (Der Zug 1. … c5 galt als widerlegt, da Weiß durch 2. d5 das bessere Spiel erhalten sollte.) 2. d5 e5 (Normalerweise wurde zunächst 2. … d6 gespielt.) 3. e4 d6 4. f4 exf4 5. Lxf4 Dh4+ (Der ungewöhnliche Damenzug soll die weißen Felder schwächen.) 6. g3 De7 7. Sc3 g5 8. Le3 Sd7 9. Sf3 h6 10. Dd2 Sgf6 11. 0–0–0 Sg4 12. Le2 Lg7 13. Thf1 Sxe3 14. Dxe3 a6 15. Sg1 b5 16. Tde1 Lb7 17. Sd1 0–0–0 18. Lg4 Kb8 19. Lxd7 Txd7 20. Dd2 g4 21. Se3 De5 22. c3 h5 23. Sf5 Lf6 24. Df4 Dxf4+ 25. gxf4 Tdd8 26. c4 (Horowitz sieht dieses Bauernopfer in Verbindung mit dem vorangegangenen Damentausch als entscheidenden Fehler und denkt, Weiß hätte sich verteidigen können.) 26. … bxc4 27. Se3 c3 28. b3 Ld4 29. Sc4 f5 30. e5 dxe5 31. fxe5 Lxd5 32. Txf5 Tdf8 33. Txf8 Txf8 34. e6 Te8 35. e7 Lxc4 36. bxc4 Lxg1 37. Txg1 Txe7 38. h3 gxh3 39. Kc2 h2 40. Tb1+ Tb7 41. Th1 Tb2+ 42. Kxc3 Txa2 43. Kd3 Kc7 44. Ke4 Kc6 45. Kf5 a5 46. Kg5 a4. Bogoljubow gab auf. 0 : 1 (Stand: Aljechin 6 : 3 Bogoljubow)

## 10. Partie
Die Deutschen Schachblätter lobten die Vorsicht, die Bogoljubow in der zehnten Partie walten ließ. Zunächst war nach dem frühen Damentausch ein Remis absehbar, bis Aljechin einen Angriff begann. Er opferte schließlich einen Bauern, wobei er seine Möglichkeiten überschätzte. Im Turmendspiel verwertete Bogoljubow seinen Vorteil langsam, aber beständig.
Alexander Aljechin – Efim Bogoljubow
Pforzheim, 27.–28. April 1934
Cambridge-Springs-Variante, D52
1. d4 Sf6 2. c4 e6 3. Sf3 d5 4. Sc3 c6 5. Lg5 Sbd7 6. e3 Da5 7. Sd2 Lb4 8. Dc2 dxc4 9. Lxf6 Sxf6 10. Sxc4 Lxc3+ 11. Dxc3 Dxc3+ 12. bxc3 Ke7 13. f3 Ld7 14. Tb1 b6 15. Se5 Thc8 16. La6 Tc7 17. Kd2 c5 18. Thc1 Td8 19. g4 La4 20. h4 Sd7 21. Sxd7 Tcxd7 22. f4 h6 23. Ke2 Lc6 24. Lb5 Td6 25. Lxc6 Txc6 26. Kd3 f6 27. a4 e5 28. a5 Tcd6 29. axb6 axb6 30. f5 T8d7 31. Ta1 b5 32. Ta5 cxd4 33. cxd4 exd4 34. e4 Tb6 35. Tb1 b4 36. g5 b3 37. e5 fxe5 38. Txe5+ Kf7 39. Tb2 Tb4 40. Te4 Td5 41. Tf4 hxg5 42. hxg5 Tbb5 43. f6 g6 44. Tf3 Txg5 45. Kxd4 Tg4+ 46. Kc3 Tgb4 47. Tf1 g5 48. Tbf2 b2 49. Tb1 Tb8 50. Kd3 T4b6 51. Ke3 Tb3+ 52. Kd2 T8b7 53. Kc2 T7b6 54. Kd1 T3b4 55. Ke1 T4b5 56. Kd1 g4 57. Kc2 Tb3 58. Th2 Kxf6 59. Th8 Kg7 60. Th4 Tg3 61. Th2 Tgb3 62. Th4 T3b4 63. Kc3 Kg6 64. Thh1 Kg5 65. Kd2 T4b5 66. Ke2 Th6 67. Thg1 Th2+ 68. Kd3 Kh4 69. Tge1 Td5+ 70. Kc3 Tc5+ 71. Kb3 Tc1 72. Tbxc1 bxc1D 73. Txc1 g3 74. Tc8 g2 75. Tc4+ Kg3 76. Tc3+ Kf2 77. Tc2+ Ke1 78. Tc1+ Ke2 79. Tc2+ Kd1 80. Ta2 Th3+ 81. Kc4 Tg3 und Aljechin gab erstmals im Match auf. 0 : 1 (Stand: Aljechin 6 : 4 Bogoljubow)

## 11. Partie
In der elften Partie, die im Hotel Marquard in Stuttgart stattfand, erhielt Bogoljubow eine bessere Stellung, die er jedoch verdarb. Nach dem Damentausch ergab sich ein für Aljechin gewonnenes Endspiel. In chancenloser Stellung opferte Bogoljubow noch vergeblich die Qualität. Später bezeichnete Aljechin 22. … Lxg2 als seinen Fehler. Bogoljubow vertrat die Auffassung, dass er mit 30. Sxf5 anstelle des Partiezuges (30. a4) Gewinnaussichten gehabt hätte. Kmoch betrachtete 27. a3 als Fehler und empfahl den Abtausch auf d6. Nach 41. … dxc5 wurde die Partie abgebrochen und zwei Tage später fortgesetzt.
Efim Bogoljubow – Alexander Aljechin
Stuttgart, 29. April und 1. Mai 1934
Holländische Verteidigung, Iljin-Genewsky-System, A96
1. d4 f5 2. g3 Sf6 3. Lg2 e6 4. Sf3 Le7 5. c4 0–0 6. Sc3 d6 7. Lf4 De8 8. Tc1 Sc6 9. d5 Sd8 10. Sb5 Dd7 11. Db3 a6 12. dxe6 Sxe6 13. Sc3 Sxf4 14. gxf4 Kh8 15. Sd5 Ld8 16. e3 Se4 17. Sd4 c5 18. Se2 La5+ 19. Sdc3 b5 20. 0–0 Lb7 21. Sxe4 Lxe4 22. Tfd1 Lxg2 23. Kxg2 Tab8 24. cxb5 Txb5 25. Dd5 Txb2 26. Sg3 Lb6 27. a3 c4 28. Kg1 De8 29. Txc4 Lc5 30. a4 Dg6 31. Tc3 h5 32. h4 Df6 33. Tcd3 g6 34. Dc4 a5 35. Dc3 Dxc3 36. Txc3 Ta2 37. Tc4 Tb8 38. Td5 Tb1+ 39. Kg2 Tbb2 40. Sh1 Tb4 41.T4xc5 dxc5 42. Txc5 Taxa4 43. Tc8+ Kg7 44. Tc7+ Kh6 45. Tc6 Ta2 46. Sg3 Kg7 47. Tc7+ Kf8 48. Tc8+ Kf7 49. Tc7+ Ke8 50. Tc6 Tbb2 51. Sh1 Kf7 52. Tc7+ Kf6 53. Tc6+ Kg7 54. Tc7+ Kh6 55. Tc6 a4 56. Kh3 a3 57. e4 fxe4 58. f5 e3 59. fxg6 exf2 60. Sg3 Tb3 61. Tf6 Kg7 62. Txf2 Txg3+ und Bogoljubow stellte den Widerstand ein, da seine Pattfalle zerschlagen war. 0 : 1 (Stand: Aljechin 7 : 4 Bogoljubow)

## 12. Partie
Die zwölfte Partie entwickelte sich für Bogoljubow vorteilhaft. Es gelang ihm jedoch erneut nicht, seinen erspielten Vorteil zum Sieg umzusetzen.
Alexander Aljechin – Efim Bogoljubow
Stuttgart, 2.–3. Mai 1934
Halbslawische Verteidigung, Meraner Variante, D49
1. d4 Sf6 2. c4 e6 3. Sf3 c6 4. Sc3 d5 5. e3 Sbd7 6. Ld3 dxc4 7. Lxc4 b5 8. Ld3 a6 9. e4 c5 10. e5 cxd4 11. Sxb5 Sxe5 12. Sxe5 axb5 13. 0–0 Dd5 14. De2 La6 15. Lg5 Le7 16. a4 0–0 17. axb5 Lb7 18. f4 h6 19. Lh4 Txa1 20. Txa1 Ta8 21. Tf1 Lc5 22. Sc6 Lxc6 23. bxc6 Dxc6 24. Lxf6 gxf6 25. Dg4+ Kf8 26. Dh5 Lb6 27. Dxh6+ Ke7 28. Dh5 Tb8 29. De2 La5 30. h4 Dd6 31. h5 Db4 32. Dc2 f5 33. Tc1 Kf6 34. Df2 Kg7 35. Td1 Kh8 36. b3 Tg8 37. Lc4 Dc3 38. Kf1 Lb6 39. De1 Dxe1+ 40. Txe1 Tg4 41. Ta1 Txf4+ 42. Ke2 Te4+ 43. Kd1 Kg7 44. Ta8 Lc5 45. Tb8 Ld6 46. Tb7 Kf6 47. b4 Tg4 48. b5 Txg2 49. Td7 Lc5 50. Tc7 Lb4 51. Td7 Td2+ 52. Kc1 Th2 53. b6 Ld2+ 54. Kb1 Lf4 55. b7 Txh5 56. Td8 Th2 57. b8D Lxb8 58. Txb8 e5 59. Td8 Th3 60. Td7 Tc3 61. Lxf7 d3 (die Deutschen Schachblätter empfahlen 61. … e4) 62. Kb2 Tc2+ 63. Kb3 e4 64. Lc4 Ke5 65. Td5+ Kf4 66. Lb5 Th2 (stattdessen war laut den Deutschen Schachblättern 66. … Tc7 die letzte Gewinnchance) 67. Kc3 Th5 68. Ld7 Tg5 69. Kd2 Tg2+ 70. Kc3 Tg5 71. Kd2 Th5 72. Kc3 Ke3 73. Lxf5 d2 74. Kc2 Th6 75. Txd2 und remis. ½ : ½ (Stand: Aljechin 7½ : 4½ Bogoljubow)

## 13. Partie
In München wurden die Wettkampfpartien im Hotel Bayerischer Hof gespielt.
Efim Bogoljubow – Alexander Aljechin
München, 6.–7. Mai 1934
Damenindischer Aufbau, A47
1. Sf3 Sf6 2. d4 b6 3. Lg5 Se4 4. Lh4 Lb7 5. e3 h6 6. Sbd2 g5 7. Lg3 Sxg3 8. hxg3 e6 9. c3 d6 10. Da4+ c6 11. Se4 g4 12. Sh4 Sd7 13. 0–0–0 Tg8 14. c4 d5 15. Sc3 a6 16. Dc2 b5 17. c5 f5 18. Kb1 (Kmoch empfahl 18. f3, um e3–e4 durchzusetzen) 18. … Dc7 19. Ld3 0–0–0 20. Se2 Te8 21. Sf4 Kb8 22. Shg6 Lg7 23. Th2 Lc8 24. Th5 Sf8 25. Sxf8 Lxf8 26. Tdh1 Lg7 27. a3 Df7 28. Ka2 e5 29. dxe5 d4+ 30. Kb1 dxe3 31. e6 Lxe6 32. Sxe6 Dxe6 33. Lxf5 Df6 34. fxe3 Txe3 35. Lxg4 Tge8 36. Td1 T3e4 37. Tf5 De7 38. Tf4 Te1 39. Tf1 Txf1 40. Txf1 Td8 41. Lf3 De3 42. De4 Dxe4 43. Lxe4 Tc8 44. Td1 Kc7 45. Lf3 Le5 46. Te1 Te8 47. Te4 a5 48. b4 a4 49. Kc2 Te7 50. Th4 Te6 51. Tg4 La1 52. Tg8 Ld4 53. Tf8 Te7 54. g4 Kb7 55. Tg8 Lg7 56. Td8 Le5 57. Tf8 Ld4 58. Tf5 Le3 59. Tf6 Tc7 60. Te6 Lg5 61. Le4 Tc8 62. g3 Tc7 63. Td6 Tc8 64. Lf5 Td8 65. Te6 Td2+ 66. Kb1 Td1+ 67. Kc2 Td2+ 68. Kb1 Td1+ 69. Kb2 Td2+ 70. Ka1 Td1+ 71. Ka2 Td2+ 72. Ka1 Td1+ 73. Kb2 Td2+ 74. Kb1. Remis. ½ : ½ (Stand: Aljechin 8 : 5 Bogoljubow)

## 14. Partie
Kulturminister Hans Schemm und Reichsminister Hans Frank waren bei der 14. Partie anwesend. Das Spieldatum war der 8. und 10. Mai, da am Mittwoch, den 9. Mai, ein Ausflug zu Regierungsmitgliedern sowie am Abend eine Simultanvorstellung anstanden.
Alexander Aljechin – Efim Bogoljubow
München, 8. und 10. Mai 1934
Orthodoxe Verteidigung, D60
1. d4 Sf6 2. c4 e6 3. Sf3 d5 4. Sc3 c6 5. Lg5 Sbd7 6. Db3 Le7 7. e3 0–0 8. Le2 Se4 9. Lxe7 Dxe7 10. Sxe4 dxe4 11. Sd2 e5 12. 0–0–0 Sf6 13. h3 Tb8 14. g4 Te8 15. The1 h6 16. Dc3 Ld7 17. Sb3 b6 18. Tg1 exd4 19. Dxd4 c5 20. Dd6 La4 21. h4 g5 22. hxg5 hxg5 23. Dh2 Kg7 24. Th1 Th8 25. Dg3 Tbe8 26. Txh8 Txh8 27. Tg1 Lxb3 28. axb3 Te8 29. Th1 De5 30. Dh3 Kf8 31. Td1 Ke7 32. Kb1 Td8 33. Txd8 Kxd8 34. Dh8+ Ke7 35. Dc8 Sd7 36. Db7 a5 37. Ka2 Kd8 38. Ld1 De6 39. Lc2 Sf6 40. f3 exf3 41. Dxf3 Kc7 42. Lf5 Dc6 43. Dg3+ Dd6 44. Dg2 Sg8 45. Da8 Se7 46. e4 Dd8 47. Da7+ Kd6 48. Db7 Ke5 49. Ld7 f6 50. Ka3 Kd6 51. Lb5 Ke5 52. Ld7 Kd6 53. Lb5 Ke5 54. Ld7. Remis. ½ : ½ (Stand: Aljechin 8½ : 5½ Bogoljubow)

## 15. Partie
Efim Bogoljubow – Alexander Aljechin
München, 11.–12. Mai 1934
Angenommenes Damengambit, D21
1. Sf3 e6 2. c4 d5 3. d4 dxc4 4. Sc3 a6 5. e3 b5 6. a4 b4 7. Sb1 Sf6 8. Lxc4 Lb7 9. 0–0 c5 10. Sbd2 cxd4 11. exd4 Ld6 12. Te1 0–0 13. Se5 Sbd7 14. Lb3 Le7 15. Sdc4 Sd5 16. a5 Dc7 17. Dd3 Tad8 18. Dg3 Lf6 19. Ld2 Sb8 20. Tac1 De7 21. La4 Tc8 22. Db3 Lg5 23. Se3 Txc1 24. Txc1 Td8 25. g3 Sxe3 26. fxe3 Ld5 27. Dd3 Db7 28. Tf1 Le4 29. Dc4 Ld5 30. Dd3 Tf8 31. Sc4 Le4 32. De2 Le7 33. Sb6 Sc6 34. Dh5 Lg6 35. Df3 Sxa5 36. Dxb7 Sxb7 37. Tc1 Tb8 38. Sd7 Td8 39. Tc7 Le4 40. Sb6 Ld6 41. Tc1 h6 42. Ld1 Lf8 43. Kf2 e5 44. Tc8 Txc8 45. Sxc8 Sa5 46. Sb6 Ld3 47. Sd5 Sc4 48. Sxb4 Le4 49. Lc3 Sxb2 50. Lxb2 Lxb4 51. dxe5 Kf8 52. Lb3 Ke7 53. Ke2 a5 54. Ld4 h5 55. La4 g6 56. Lb3 Lf5 57. Ld5 Lc2 58. e4 a4 59. Ke3 g5 60. Ke2 Kf8 61. Ke3 Kg7 62. Ke2 Kg6 63. Ke3 h4 64. Ke2 Lb1 65. Ke3 a3 66. Ke2 Lc2 67. Ke3 Lb1 68. Ke2 a2 69. Kd1 Lc5 70. Lxa2. Remis. ½ : ½ (Stand: Aljechin 9 : 6 Bogoljubow)
Nach der Partie gab es einen Abschiedsabend, wodurch erst um 23 Uhr die Abreise nach Bayreuth erfolgen konnte.

## 16. Partie
|   | a | b | c | d | e | f | g | h |   |
| 8 |   |   |   |   |   |   |   |   | 8 |
| 7 |   |   |   |   |   |   |   |   | 7 |
| 6 |   |   |   |   |   |   |   |   | 6 |
| 5 |   |   |   |   |   |   |   |   | 5 |
| 4 |   |   |   |   |   |   |   |   | 4 |
| 3 |   |   |   |   |   |   |   |   | 3 |
| 2 |   |   |   |   |   |   |   |   | 2 |
| 1 |   |   |   |   |   |   |   |   | 1 |
|   | a | b | c | d | e | f | g | h |   |

Nach der sechsstündigen Reise von München mit Ankunft in Bayreuth am 13. Mai 1934 um 5 Uhr morgens erklärte Aljechin, einen der drei Ruhetage beanspruchen zu wollen. Er sei so müde, dass er nicht mehr am gleichen Tag spielen könne. Die Veranstalter waren darüber nicht erfreut, da sie die Reklametrommel kräftig gerührt hatten, und nun keine Zeit für eine Programmverschiebung blieb. Kurz vor dem geplanten Partiebeginn erklärte Aljechin, doch zu spielen. Er überwand seine Müdigkeit und besiegte Bogoljubow. Nach dem Abbruch fanden nur noch wenige Züge statt.
Überraschend eröffnete Aljechin in der 16. Partie mit dem e-Bauern und brachte die Partie mit einer Kombination zum Sieg. Den 30. Zug Aljechins bezeichnete Albert Becker in der Wiener Schachzeitung als „genialen Gedanken“, der nicht leicht zu finden sei und der Partie großen Reiz verleihe.
Alexander Aljechin – Efim Bogoljubow
Bayreuth, 13.–14. Mai 1934
Spanische Partie, Verzögerte Abtauschvariante, C77
1. e4 e5 2. Sf3 Sc6 3. Lb5 a6 4. La4 Sf6 5. Lxc6 dxc6 6. Sc3 Ld6 7. d3 c5 8. h3 Le6 9. Le3 h6 10. a4 c4 11. d4 exd4 12. Lxd4 Lb4 13. 0–0 c6 14. e5 Sd5 15. Se4 Sf4 16. Lc5 Lxc5 17. Dxd8+ Txd8 18. Sxc5 b6 19. Sb7 Td7 20. Sd6+ Ke7 21. Sd4 Ld5 22. g3 Sxh3+ 23. Kh2 Sg5 24. f4 Se4 25.S6f5+ Kd8 26. Sxg7 f6 27. Tad1 Kc8 28. Sdf5 fxe5 29. fxe5 Tg8 30. e6 Tdxg7 31. Sxg7 Txg7 32. Txd5 cxd5 33. Tf8+ Kc7 34. Tf7+ Kd6 35. Txg7 Kxe6 36. Tg6+ Ke5 37. Kg2 b5 38. a5 d4 39. Txa6 b4 40. Kf3 c3 41. bxc3 bxc3 42. Te6+ Kxe6 43. Kxe4 und Bogoljubow gab auf. 1 : 0 (Stand: Aljechin 10 : 6 Bogoljubow)
Nach der Partie folgten ein paar Ruhetage.

## 17. Partie
Gespielt wurde am Pfingstsonntag im Kurhaus von Bad Kissingen. In einer Variante des Damengambits wählte Bogoljubow bereits im fünften Zug eine riskante Fortsetzung. Aljechin, der seinen Königsläufer energisch einsetzte, erzielte mit drei Mehrbauern einen weiteren Sieg.
Efim Bogoljubow – Alexander Aljechin
Bad Kissingen, 20. Mai 1934
Angenommenes Damengambit, D24
1. d4 d5 2. c4 dxc4 3. Sf3 Sf6 4. Sc3 a6 5. e4 b5 6. e5 Sd5 7. Sg5 e6 8. Df3 Dd7 9. Sxd5 exd5 10. a3 Sc6 11. Le3 Sd8 12. Le2 Df5 13. Dg3 h6 14. Sh3 c6 15. f4 Dc2 16. Df2 Lxa3 17. 0–0 Lxb2 18. Tae1 Lf5 19. g4 Le4 20. f5 Sb7 21. Sf4 0–0–0 22. Dg3 g5 23. fxg6 e.p. fxg6 24. Ld1 Dc3 25. Se6 Tde8 26. Tf6 Te7 27. Tef1 The8 28. Sf4 Sd8 29. Df2 Da3 30. Lf3 Lxf3 31. Dxf3 g5 32. Se2 Te6 33. Tf5 Dd3 34. h4 Tg6 35. h5 Tge6 36. Df2 c5 37. Tf3 Dc2 38. De1 Sc6 39.T1f2 De4 40. Sg3 Dxg4 41. Kg2 Lxd4 und 0 : 1 (Stand: Aljechin 11 : 6 Bogoljubow)

## 18. Partie
Für die Partie verbrauchten Aljechin 47 und Bogoljubow 53 Minuten.
Alexander Aljechin – Efim Bogoljubow
Bad Kissingen, 21. Mai 1934
Colle-System, D05
1. d4 Sf6 2. Sf3 e6 3. e3 c5 4. Ld3 d5 5. dxc5 Lxc5 6. a3 0–0 7. b4 Le7 8. Sbd2 a5 9. b5 Sbd7 10. Lb2 Sc5 11. a4 Sxd3+ 12. cxd3 Sd7 13. 0–0 f6 14. d4 Sb6 15. Db3 Ld7 16. Tfc1 Sc8 17. e4 Sb6 18. La3 Lxa3 19. Dxa3 Le8 20. e5 Lh5 21. exf6 Dxf6 22. Tc7 Lxf3 23. Sxf3 Sc4 24. Dc3 Tf7 25. Txf7 Dxf7 26. Se5 Sxe5 27. dxe5 Tf8 28. Tf1 Ta8 und remis. ½ : ½ (Stand: Aljechin 11½ : 6½ Bogoljubow)
Durch die frühen Entscheidungen in Bad Kissingen kam es zu mehreren Ruhetagen, weshalb eine Simultanvorstellung veranstaltet wurde, die am 24. Mai stattfand. Aus fünfzig Partien holte Aljechin nach sechseinhalb Stunden 36 Siege, fünf Remisen und neun Niederlagen. Bogoljubow gewann in fünfeinviertel Stunden dreißig seiner 45 Partien, spielte elfmal remis und verlor vier Partien.

## 19. Partie
Laut Kmoch stand Bogoljubow hier nach 16 Zügen auf Gewinn. Mit 8. Se5 machte dieser einen ungewöhnlichen Zug, wonach Aljechin nicht die beste Fortsetzung wählte.
Efim Bogoljubow – Alexander Aljechin
Nürnberg, 26.–27. Mai 1934
Angenommenes Damengambit, D27
1. d4 d5 2. Sf3 c6 3. c4 e6 4. e3 Sf6 5. Ld3 c5 6. 0–0 dxc4 7. Lxc4 a6 8. Se5 Dc7 9. Sd2 b5 10. Le2 cxd4 11. exd4 Lb7 12. a4 b4 13. Sdc4 Sd5 14. a5 Le7 15. Da4+ Sc6 16. Sb6 Td8 17. Sxd5 Txd5 18. Lf3 Tb5 (hier konnte Bogoljubow laut Albert Becker mit 19. Dc2 Qualität oder Figur gewinnen) 19. Sxc6 Lxc6 20. Lf4 Dd7 21. Lxc6 Dxc6 22. Tac1 De4 23. Ld6 Lxd6 24. Tc8+ Ke7 25. Txh8 Dxd4 26. g3 Dxb2 27. Ta8 Da3 28. Dd1 Dxa5 29. Ta7+ Lc7 30. Dd4 Td5 31. De3 Td7 32. Tc1 Lb6 33. Txd7+ Kxd7 34. Df3 Ke7 35. Db7+ Kf6 36. Tc6 Ld4 37. Tc7 Dd5 38. Txf7+ Kg6 39. Td7 Dxb7 40. Txb7 Lc3 41. Ta7 Kf5 42. Kf1 b3 43. Txa6 b2 44. Tb6 Ke4 45. Ke2 Kd4 46. Kd1 Kd3 47. g4 e5 48. f3 Ke3 49. Tb3 Kf4 50. Kc2 Ld4 51. h4 g6 52. h5 gxh5 53. gxh5 h6 54. Kd2 Kg3 55. Ke2 Kf4 56. Tb4 Kg3 57. Tb3 Kf4 58. Tb4 mit Remis. ½ : ½ (Stand: Aljechin 12 : 7 Bogoljubow)

## 20. Partie
Es ergab sich die kuriose Situation, dass an einem Tag bei einer Weltmeisterschaft zwei Partien gespielt wurden. Am Morgen des 27. Mai 1934 wurde die zweite Hälfte der 19. Partie beendet und am Abend die 20. Partie gespielt. Das Endspiel war Kmoch zufolge günstig für Aljechin.
Alexander Aljechin – Efim Bogoljubow
Nürnberg, 27. Mai 1934
Cambridge-Springs-Variante, D52
1. Sf3 Sf6 2. c4 e6 3. d4 d5 4. Sc3 c6 5. Lg5 Sbd7 6. e3 Da5 7. Sd2 Lb4 8. Dc2 dxc4 9. Lxf6 Sxf6 10. Sxc4 Lxc3+ 11. Dxc3 Dxc3+ 12. bxc3 Ke7 13. f3 Ld7 14. Se5 Thc8 15. Kd2 Tc7 16. Ld3 c5 17. Thb1 Td8 18. a4 Lc8 19. a5 Sd7 20. Sxd7 Lxd7 21. Le4 Lc8 22. f4 h6 23. Tb5 f5 24. Lf3 g5 25. g3 g4 26. Lg2 Tdd7 27. Th1 Kd6 28. Td1 h5 29. Ke2 cxd4 30. Txd4+ Ke7 31. Txd7+ Kxd7 32. e4 a6 33. Te5 Kd6 34. Kd3 h4 35. exf5 exf5 36. Td5+ Ke7 37. gxh4 Le6 38. Td4 Tc5 39. Tb4 Txa5 40. Txb7+ Kf6 41. Tb6 Ke7 42. Tb7+ Kf6 43. Tb6 Ke7 44. Tb7+ Kf6 mit Remis. ½ : ½ (Stand: Aljechin 12½ : 7½ Bogoljubow)
Nach einem Ruhetag traten die Kontrahenten am 29. Mai die Reise nach Karlsruhe an.

## 21. Partie
|   | a | b | c | d | e | f | g | h |   |
| 8 |   |   |   |   |   |   |   |   | 8 |
| 7 |   |   |   |   |   |   |   |   | 7 |
| 6 |   |   |   |   |   |   |   |   | 6 |
| 5 |   |   |   |   |   |   |   |   | 5 |
| 4 |   |   |   |   |   |   |   |   | 4 |
| 3 |   |   |   |   |   |   |   |   | 3 |
| 2 |   |   |   |   |   |   |   |   | 2 |
| 1 |   |   |   |   |   |   |   |   | 1 |
|   | a | b | c | d | e | f | g | h |   |

In der 21. Partie erreichte Bogoljubow eine Gewinnstellung, verdarb diese jedoch nach einem scheinbar unerklärlichen schweren Fehler im 34. Zug. Kmoch hingegen erklärte den Fehler durch unnötige Hast Bogoljubows kurz vor dem Abbruch. Dennoch war die Abbruchstellung noch remis. Aljechin gab an, 12 Stunden analysiert zu haben, ohne einen Gewinn zu entdecken. Bogoljubow beging jedoch nach der Wiederaufnahme nochmals einen Fehler und verlor.
Efim Bogoljubow – Alexander Aljechin
Karlsruhe, 30. Mai 1934
Abgelehntes Damengambit, D30
1. d4 d5 2. Sf3 e6 3. c4 a6 4. c5 (dieser Zug wurde von Aljechin gegen Rubinstein in Den Haag 1921 in die Turnierpraxis eingeführt) 4. … b6 5. cxb6 c5 6. Sc3 Sd7 7. Sa4 c4 8. Ld2 Ld6 9. b3 Lb7 10. e3 cxb3 11. Dxb3 Se7 12. Ld3 0–0 13. 0–0 Sc6 14. Tfc1 e5 15. Lf5 e4 16. Se1 Sf6 17. Sc5 De7 18. g3 Tfb8 19. a4 a5 20. Db5 Sd8 21. Sxb7 Sxb7 22. Tab1 h5 23. Sg2 g6 24. Lh3 g5 25. Lf5 Dd8 26. Tc6 Le7 27. h4 gxh4 28. Sxh4 Sd6 29. Txd6 Dxd6 30. b7 Ta7 31. Lc8 Ld8 32. Sf5 Da6 33. Dc5 (stattdessen wäre laut Deutschen Schachblättern 33. Lc1 mit Überführung des Läufers über a3 nach c5 stärker gewesen) 33. … Taxb7 34. Tb5 (hier hätte der Abtausch auf b7 gewonnen, so die Deutschen Schachblätter) 34. … Txb5 35. Lxa6 Txc5 36. dxc5 Sd7 37. c6 Se5 38. Sd4 Tb2 39. Lc3 Tb1+ 40. Kg2 Lb6 41. Lb7 Sf3 42. Sxf3 exf3+ 43. Kxf3 Lc7 44. La6 Tc1 45. Ld4 Txc6 46. Lb7 Tc4 47. Lxd5 Txa4 48. Ke2 Ld6 49. f4 Lf8 50. f5 Tb4 51. Lc3 Tg4 52. Le5 a4 53. e4 h4 54. Kf3 h3 55. Lf4 Tg7 56. g4 Th7 57. Lh2 Ld6 58. Lxd6 h2 59. Lxh2 Txh2 60. e5 a3 61. e6 fxe6 62. Lxe6+ Kf8 63. Kf4 a2 und Weiß gab auf. 0 : 1 (Stand: Aljechin 13½ : 7½ Bogoljubow)

## 22. Partie
Die Reise nach Mannheim beanspruchte zwar nur eine Stunde, aber da die beiden Spieler nicht rechtzeitig zur geplanten Abfahrt eintrafen und einen späteren Zug nehmen mussten, erreichten sie erst kurz vor Partiebeginn Mannheim. Aljechin ging unbeabsichtigt in ein anderes Hotel und konnte deshalb kurzzeitig nicht mehr aufgefunden werden. Mit leichter Verspätung konnte die Partie schließlich doch beginnen. Gespielt wurde in den Räumen der Harmonie-Gesellschaft Mannheim.
Alexander Aljechin – Efim Bogoljubow
Mannheim, 1. Juni 1934
Nimzowitsch-Indische Verteidigung, Klassisches System, E35
1. d4 Sf6 2. c4 e6 3. Sc3 Lb4 4. Dc2 d5 5. cxd5 exd5 6. Lg5 h6 7. Lh4 Sbd7 8. e3 0–0 9. Ld3 c5 10. dxc5 Sxc5 11. Se2 Sxd3+ 12. Dxd3 Le6 13. 0–0 Le7 14. Tfd1 Da5 15. Sd4 Tfc8 16. Tac1 Tc4 17. b3 Tc5 18. Sa4 Txc1 19. Txc1 Tc8 20. Txc8+ Lxc8 21. Dc3 Dd8 22. f3 Ld7 23. Sb2 Db6 24. Sd3 Se4 25. fxe4 Lxh4 26. exd5 Dg6 27. Dd2 De4 28. Sf3 Dxd5 29. Sxh4 Lb5 30. Sf3 Lxd3 31. Kf2 Df5 32. g4 De4 33. Da5 La6 34. Dd8+ Kh7 35. Dd4 Dc2+ 36. Kg3 Lf1 37. Dd5 Dc7+ 38. Kf2 La6 39. De4+ Kg8 40. De8+ Kh7 41. De4+ g6 42. h4 und Aljechin bot das Remis an, in das Bogoljubow einwilligte. ½ : ½ (Stand: Aljechin 14 : 8 Bogoljubow)

## 23. Partie
In der 23. Partie führte Bogoljubow eine wichtige Neuerung ein. Nachdem er mehrere Angriffsmöglichkeiten ausgelassen hatte, gewann der Herausforderer im Endspiel. Laut Kmoch war es Bogoljubows beste Leistung in dieser Weltmeisterschaft.
Efim Bogoljubow – Alexander Aljechin
Mannheim, 3.–4. Juni 1934
Angenommenes Damengambit, D23
1. d4 d5 2. Sf3 Sf6 3. c4 dxc4 4. Da4+ (die Neuerung) 4. … c6 5. Dxc4 Lf5 6. Sc3 e6 7. g3 Sbd7 8. Lg2 Lc2 9. e3 Le7 10. 0–0 0–0 11. a3 a5 12. De2 Lg6 13. e4 Db6 14. h3 Da6 15. De3 c5 16. e5 Sd5 17. Sxd5 exd5 18. Ld2 Le4 19. Lc3 c4 20. Se1 Lxg2 21. Sxg2 b5 22. f4 Dh6 23. Df3 b4 24. Ld2 Sb6 25. g4 Dc6 26. f5 f6 27. Sf4 Tfc8 28. exf6 Lxf6 29. Se6 c3 30. bxc3 Sc4 31. Lf4 Sxa3 (Helling empfahl 31. … b3, was seines Erachtens mehr Chancen bietet) 32. g5 Ld8 33. Le5 Ta7 34. Dh5 Sc4 35. cxb4 (die Deutschen Schachblätter empfahlen 35. g6) 35. … Sxe5 36. dxe5 Lb6+ 37. Kh1 d4+ 38. Df3 Dxf3+ 39. Txf3 Tc3 40. Tff1 d3 41. f6 Tc6 42. Sxg7 Txg7 43. fxg7 axb4 44. Tf6 Ld4 45. Ta8+ Kxg7 46. Txc6 d2 47. Tc7+ Kg6 48. Tg8+ Kf5 49. Tf8+ Ke4 50. Tf1 Lxe5 51. Tc4+ Kd3 52. Txb4 Lg3 53. Kg2 Le1 54. Tb1 Lh4 55. Tb3+ Ke2 56. Tb5 Ke3 57. Td5 Ke2 58. Tf7 und der Weltmeister kapitulierte. 1 : 0 (Stand: Aljechin 14 : 9 Bogoljubow)

## 24. Partie
Aljechin versäumte es laut Kmoch mehrfach, Bogoljubows zweifelhafte Strategie zu widerlegen. So hätte 14. Dc1 laut Aljechin zu entscheidendem Vorteil geführt.
Alexander Aljechin – Efim Bogoljubow
Mannheim, 6. Juni 1934
Damengambit, D30
1. d4 d5 2. c4 c6 3. Sf3 Sf6 4. e3 e6 5. Ld3 Sbd7 6. Sbd2 Le7 7. 0–0 0–0 8. b3 a5 9. a3 c5 10. cxd5 exd5 11. Lb2 a4 12. bxa4 c4 13. Lc2 Da5 14. Sb1 Se4 15. Lxe4 dxe4 16. Sfd2 Sb6 17. Sc3 f5 18. f3 exf3 19. Dxf3 Ld7 20. De2 Tac8 21. Tac1 Lf6 22. d5 Tfe8 23. Kh1 Dc5 24. e4 Sxd5 25. Tfe1 Sf4 26. De3 Sd3 27. Dxc5 Txc5 28. La1 Lg5 29. Scb1 fxe4 30. Lc3 Sxc1 31. Txc1 Lxa4 32. Kg1 Lc6 33. Te1 b5 34. Sf1 Td5 35. Sg3 Td3 36. Se2 Le3+ 37. Kh1 Ted8 38. Sg1 Lf2 39. Tf1 e3 und erneut resignierte Aljechin. 0 : 1 (Stand: Aljechin 14 : 10 Bogoljubow)
Bogoljubow hätte nun für den Sieg noch fünfeinhalb Punkte aus den verbliebenen sechs Partien gebraucht. Die Deutschen Schachblätter nahmen deshalb an, dass seine Siege zu spät kämen. Für die Mannheimer Zuschauer waren die beiden Siege des Herausforderers eine Riesenüberraschung.

## 25. Partie
Austragungsort der Partien in Berlin war die prunkvolle Krolloper. Kmoch empfahl 17. dxe5 statt 17. Lxe5 und sah darin den Anfang des schwarzen Vorteils.
Efim Bogoljubow – Alexander Aljechin
Berlin, 11.–12. Juni 1934
Slawische Verteidigung, D11
1. d4 d5 2. Sf3 c6 3. c4 dxc4 4. e3 Lg4 5. Lxc4 e6 6. Sc3 Sd7 7. h3 Lh5 8. a3 Sgf6 9. e4 Le7 10. 0–0 0–0 11. Lf4 a5 12. La2 Db6 13. g4 Lg6 14. De2 Da6 15. De3 b5 16. Se5 Sxe5 17. Lxe5 b4 18. Lxf6 Lxf6 19. Se2 bxa3 20. bxa3 c5 21. Tac1 cxd4 22. Sxd4 Lxd4 23. Dxd4 Tfd8 24. Dc4 Db7 25. f3 h5 26. De2 Td4 27. De3 Td7 28. gxh5 Lxh5 29. Tc5 Lg6 30. Tfc1 Tad8 31. Lc4 Td1+ 32. Lf1 Txc1 33. Txc1 a4 34. Tc4 Td1 35. Tb4 Dc7 36. f4 Dd8 37. Df2 f5 38. e5 Le8 39. Tb6 Dc8 40. Td6 Tc1 41. Dd4 (Bogoljubows Abgabezug) 41. … Kh7 42. Kf2 Dc2+ 43. Dd2 Dc5+ 44. De3 Txf1+ und Bogoljubow gab auf. 0 : 1 (Stand: Aljechin 15 : 10 Bogoljubow)
Aljechin hatte somit den Weltmeistertitel verteidigt und benötigte nur noch einen halben Punkt, um auch aus dem Zweikampf als Sieger hervorzugehen.

## 26. Partie
Nur noch ein Remis fehlte Aljechin, um den Zweikampf zu gewinnen. Nach 24 Zügen beendete Bogoljubow den Widerstand und lenkte ein, als Aljechin in Gewinnstellung remis anbot.
Alexander Aljechin – Efim Bogoljubow
Berlin, 14. Juni 1934
Königsindische Verteidigung, Fianchetto-System, E67
1. d4 Sf6 2. c4 g6 3. g3 Lg7 4. Lg2 d6 5. Sc3 0–0 6. Sf3 Sbd7 7. 0–0 e5 8. b3 Te8 9. Dc2 Sg4 10. dxe5 Sdxe5 11. Sxe5 Sxe5 12. Lb2 h5 13. Tad1 Lf5 14. Dd2 Dc8 15. Sd5 c6 16. Se3 Lh3 17. f4 Lxg2 18. Sxg2 Sg4 19. Lxg7 Kxg7 20. f5 Dd8 21. Dd4+ Se5 22. fxg6 fxg6 23. Dxd6 Dxd6 24. Txd6 und mit einem Bauern weniger fügte sich Bogoljubow ins Remis. ½ : ½ (Stand: Aljechin 15½ : 10½ Bogoljubow)
Aljechin war somit auch nach Punkten Sieger des Weltmeisterschaftskampfes.